# Ng Hong Chiok
Ng Hong Chiok (chinesisch 黃鳳祝 / 黄凤祝, Pinyin Huáng Fèngzhù / Huang Fengzhu; geb. 1949 in Shishi, Fujian) ist ein chinesischer Schriftsteller, Übersetzer und Hochschullehrer. Er ist einer der ersten zeitgenössischen Wegbereiter des literarischen Austauschs zwischen China und Deutschland. Seit 2007 lehrt er als Professor an der Tongji-Universität in Shanghai, zuletzt Philosophie.

## Biographie
Ng Hong Chiok wurde 1949 im Gebiet von Quanzhou in der südostchinesischen Provinz Fujian geboren. Er ging schon früh mit seiner Familie nach Übersee, wo er die Ying Ming Primary School in Hongkong, die Salesianerschule in Macau und die Chung Cheng High School in Manila besuchte. Nach dem Abitur 1967 studierte er von 1967 bis 1971 Physik an der Universität der Philippinen und belegte auch Kurse in chinesischer Literatur und Geschichte am Chiang Kai Shek College in Manila auf den Philippinen. Von 1971 bis 1973 erhielt er ein Carl-Duisberg-Stipendium für ein Studium der Kunststoffverarbeitung am Süddeutschen Kunststoffzentrum in Würzburg. 1974 ging er an die Universität München, wo er Philosophie, Politikwissenschaft und Sinologie studierte, mit den Professoren Elmar Treptow, Wolfgang Bauer und Gottfried-Karl Kindermann als seinen Lehrern, und wo er 1982 mit der Arbeit Staatstheorie von Marx und ihre Aktualität in unterentwickelten Ländern in Philosophie promovierte.
In den 1980er Jahren arbeitete Ng als Verleger und Kurator in Bonn, der Hauptstadt der damaligen Bundesrepublik Deutschland, und widmete sich dem kulturellen Austausch zwischen China und Deutschland. Er redigierte und veröffentlichte eine Reihe von Werken über „Narbenliteratur“, „Literatur der gebildeten Jugend“ und „Reformliteratur“. Er gründete 1983 mit seiner Frau, Anne Engelhardt, den Bonner Engelhardt-Ng Verlag (chinesisch 雅知出版社) und die Drachen-Galerie und arbeitete mit dem deutschen Sinologen Wolfgang Kubin an der Herausgabe einer deutschen Fassung der chinesischen Zeitschrift Drachenboot, Zeitschrift für moderne chinesische Literatur und Kunst (Longzhou 龙舟), und gab die englische Ausgabe der Shanghai Economic News (上海经济新闻) und die chinesische Ausgabe der Dong-Xi yanjiu 东西研究 (Ost-West-Forschungen) heraus. Er hat eine Sammlung neuer Gedichte, Prosa und Belletristik veröffentlicht, Chenmo (Chénmò 沉默 „Schweigen“), und eine Auswahl übersetzter Shi- und Ci-Gedichte von Li Qingzhao aus der Zeit der Song-Dynastie.
Seit 1986 ist er als Gastwissenschaftler am Shanghai Institute for International Studies tätig. Von 1998 bis 2008 war er Dozent am Institut für Moderne Chinesische Literatur und Philosophie der Universität zu Köln. 2007 kehrte er nach China zurück und wurde Professor am Institut für Europäische Kultur an der School of Humanities der Tongji-Universität in Shanghai, wo seine Hauptforschungsinteressen die deutsche Philosophie, vergleichende Studien zur östlichen und westlichen Philosophie, Kunstphilosophie, deutsche Poetik und Stadtsoziologie umfassen. Derzeit ist er Professor für Philosophie an der Fakultät für Geisteswissenschaften der Tongji-Universität.
Seit 2005 schreibt er eine Kolumne mit dem Titel Yuanxi jinsi (远西近思; etwa: Der ferne Westen und der nahe Gedanke) in der Hongkonger Monatszeitschrift Ming Pao (明报月刊) und hat fast 100 Artikel über zeitgenössisches westliches Denken verfasst.
Zu seinen Forschungsinteressen zählen die deutsche Philosophie, vergleichende Studien zur östlichen und westlichen Philosophie, Kunstgeschichte, Kunstphilosophie, deutsche Poetik, Stadtsoziologie.

## Publikationen
Bücher
- Ng Hong Chiok: Staatstheorie von Marx und ihre Aktualität in unterentwickelten Ländern. München: tuduv, 1983 (Online-Teilansicht) (Dissertation Uni München 1982)
- 黄凤祝／刘丽荣，《美狄亚的愤怒——对欧洲政治、社会与艺术的沉思》，上海：同济大学出版社，2011 （ISBN 978-7-5608-4567-8）/ Huang Fengzhu/Liu Lirong: Medeas Zorn – Eine Meditation über europäische Politik, Gesellschaft und Kunst, Shanghai: Tongji University Press, 2011 (ISBN 978-7-5608-4567-8)
- 黄凤祝，《城市与社会》，上海：同济大学出版社，2009 （ISBN 978-7-5608-3876-2）/ Huang Fengzhu: Stadt und die Gesellschaft, Shanghai: Tongji University Press, 2009 (ISBN 978-7-5608-3876-2)
- 黄凤祝，《空空集》，北京：中国断层诗社，2004 / Huang Fengzhu, The Empty Collection, Peking: China Fault Poetry Society, 2004
- 黄凤祝，《放火的故事：1968年以来德国纪事》，沈阳：辽宁教育出版社，2003 / Huang Fengzhu, The Story of Setting Fire: A Chronicle of Germany since 1968, Shenyang: Liaoning Education Press, 2003
- 沈汉／黄凤祝，《反叛的一代：20世纪60年代西方学生运动》，兰州：甘肃人民出版社，2002（ISBN 978-7-226-02605-2）/ Shen Han / Huang Fengzhu: Die rebellische Generation: die westliche Studentenbewegung der 1960er Jahre, Lanzhou: Gansu People’s Publishing House, 2002 (ISBN 978-7-226-02605-2)
- 黄凤祝，《海因里希·伯尔：一个被切碎了的影像》，北京：三联书店，1996 （ISBN 978-7-108-00991-3）/ Huang Fengzhu: Heinrich Böll: Ein zerrissenes Bild, Peking: Sanlian Bookstore, 1996 (ISBN 978-7-108-00991-3)

Herausgeber
- 黄凤祝／安妮主编，《王成艺术》，上海：同济大学出版社，2009（ISBN 978-7-5608-4201-1）/ Huang Fengzhu/Anne Engelhardt, Hrsg., Die Kunst von Wang Cheng, Shanghai: Tongji University Press, 2009 (ISBN 978-7-5608-4201-1)
- 孙周兴／黄凤祝主编，《交互文化沟通与文化批评》，上海：译文出版社，2005（ISBN 978-7-5327-3879-3）/ Sun Zhouxing / Huang Fengzhu, Hrsg., Intercultural Communication and Cultural Criticism, Shanghai: Translation Press, 2005 (ISBN 978-7-5327-3879-3)
- 高宣扬／黄凤祝主编，《西方文化丛书》25卷，香港三联书店／台湾远流出版社联合出版，1987-1992 / Gao Xuanyang / Huang Fengzhu, Hrsg., Western Culture Series, 25 Bände, gemeinsam herausgegeben von Sanlian Bookstore, Hongkong / Yuanliu Press, Taiwan, 1987-1992
- Ng Hong-chiok (Hrsg.): Gu Gan – Moderne chinesische Kalligraphie und Malerei, Bonn: Engelhardt-Ng Verlag, 1987 (ISBN 3-924716-70-6)
- Gedichte Li Qingzhao, Einleitung und Übersetzung von Ng Hong-Chiok u. Anne Engelhardt, Bonn: Engelhardt-Ng Verlag, 1985 (ISBN 3-924716-01-3)
- 黄凤祝主编，《东西研究》诗学专辑 / Huang Fengzhu, Hrsg., Dong-Xi yanjiu / Ost-West-Forschungen (Poetik-Album), Bonn: Engelhardt-Ng Verlag, 2009
  - Shixue zhuanji. Bonn: Engelhardt-Ng-Verl., 2009 (Inhaltsverzeichnis)-

Übersetzungen
- 《二十世纪西方艺术史》/ Geschichte der westlichen Kunst im 20. Jahrhundert. Susanna Partsch, 北京：商务印书馆 / Peking: Commercial Press, 2016
- 《解读凯尔泰斯》/ Kertesz interpretieren. Imre Kertész, 香港：明报出版社 / Hongkong: Ming Pao Press, 2002, ISBN 978-962-973-790-0
- 《阳光经济》/ Solar-Ökonomie. Hermann Scheer，北京：三联书店 / Peking: Sanlian Bookstore, 2000, ISBN 978-7-108-01507-5
- 《自然不可改良》/ Die Natur kann nicht verbessert werden. José Lutzenberger, 北京：三联书店 / Peking: Sanlian Bookstore, 1999, ISBN 978-7-108-01300-2
- 《半边天》（中德英大型艺术评论画册）/ Die Hälfte des Himmels (Großes chinesisch-deutsch-englisches Kunstkritik-Album). 波恩：妇女博物馆出版社 / Bonn: Verlag Frauenmuseum, 1998 (Foto)
- 《伯尔文论》/ Bölls Essays. Heinrich Böll. 北京：三联书店 Peking: Sanlian Bookstore, 1996, ISBN 978-7-108-00995-1
- 《海因里希伯尔——生平与著作》 / Heinrich Böll – Leben und Schriften. 北京：三联书店 / Peking: Sanlian Bookstore, 1996
- Die Leere erreichen : Bilder mit bunten und unbunten Farben aus dem Atelier am Eissee ; die Ausstellungen in China 1996 (Bilderalbum von René Böll). Bonn: Engelhardt-Ng Verlag, 1996
- Gedichte Li Qingzhao, Einleitung und Übersetzung von Ng Hong-Chiok u. Anne Engelhardt, Bonn: Engelhardt-Ng Verlag, 1985 (ISBN 3-924716-01-3)

Er hat zahlreiche Artikel, Kunstkritiken, literarische Werke und Kommentare zum Zeitgeschehen in akademischen Zeitschriften, Zeitungen und Magazinen im In- und Ausland veröffentlicht.